# Landévant
Landévant [lɑ̃devɑ̃] est une commune française, située dans le département du Morbihan en région Bretagne.

## Géographie
Landévant est une commune du Morbihan, située entre Lorient et Vannes traversée par la voie express N165 (E60) et située à l’extrémité nord de la rivière d'Étel.

### Communes limitrophes

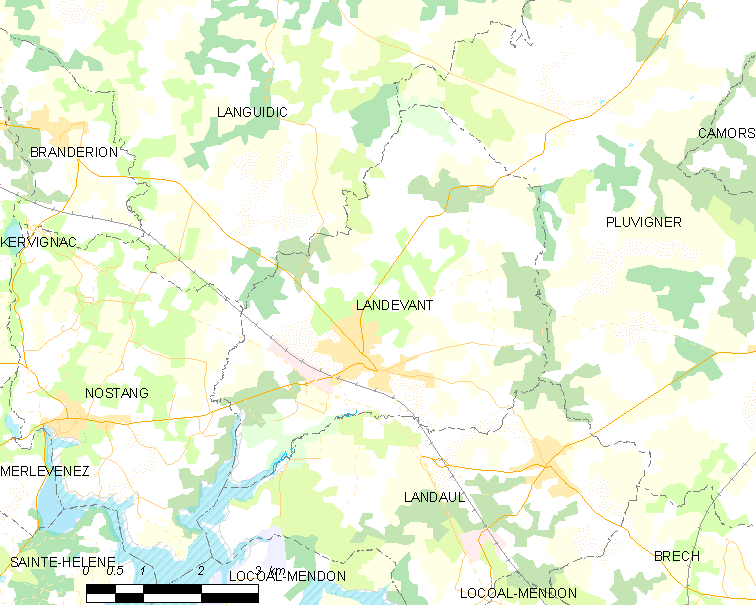
Carte de Landévant et des communes avoisinantes.

| Languidic |           | Pluvigner |
| Nostang   | Landévant |           |
|           | Landaul   |           |

### Géologie
De l'amphibolite affleure à l'ouest de Rongouet en Nostang.

### Hydrographie
Pour un article plus général, voir Réseau hydrographique du Morbihan.
La commune est située dans le bassin Loire-Bretagne. Elle est drainée par la Demi-Ville, le Patais, le Pont de Suliern, le goah vihan et divers autres petits cours d'eau,.
La Demi-Ville, d'une longueur de 21 km, prend sa source dans la commune de Pluvigner et se jette  dans le ria d'Étel à Sainte-Hélène, après avoir traversé sept communes. 

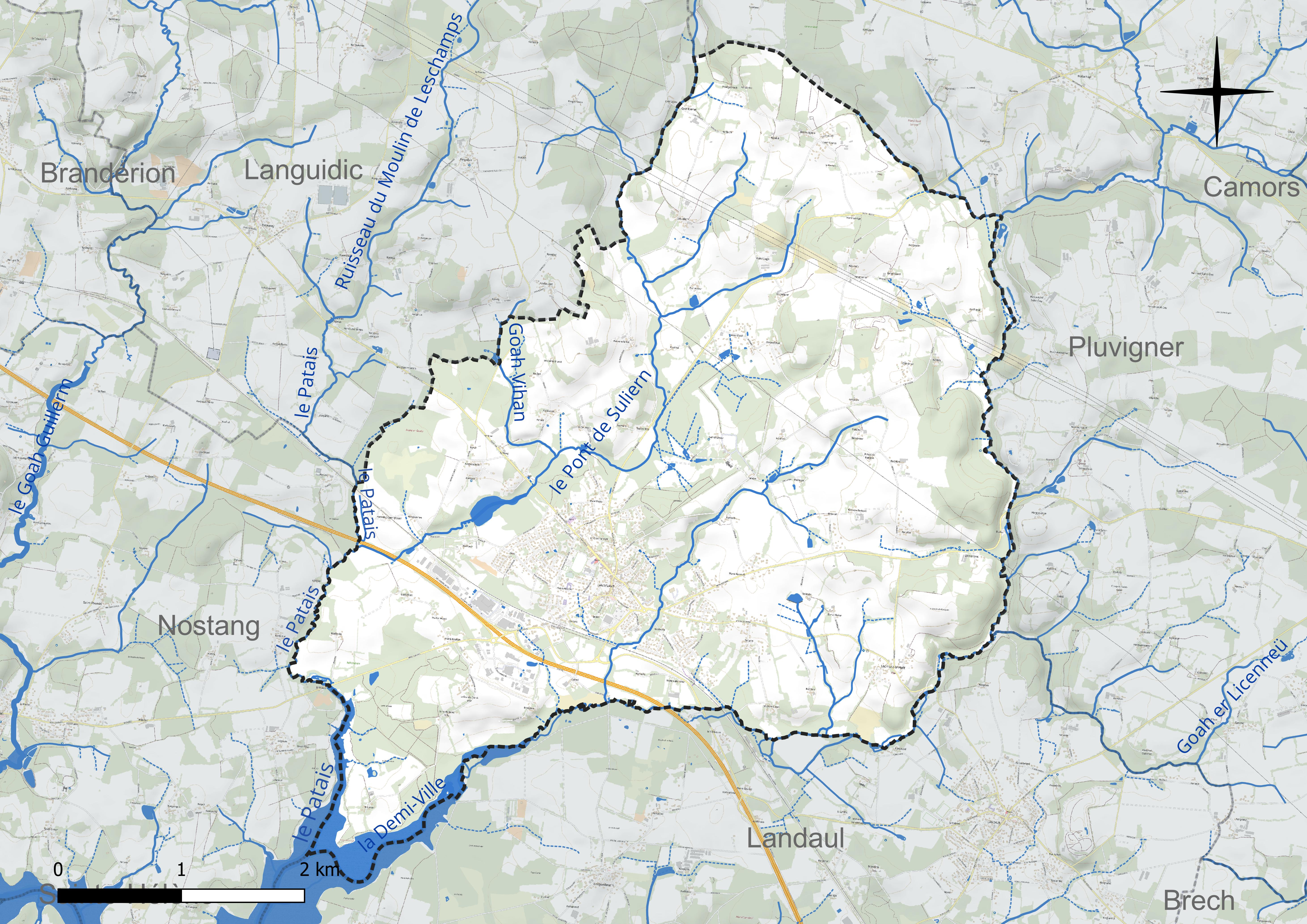
Réseau hydrographique de Landévant.

### Climat
Pour des articles plus généraux, voir Climat de la Bretagne et Climat du Morbihan.
En 2010, le climat de la commune est de type climat océanique franc, selon une étude du CNRS s'appuyant sur une série de données couvrant la période 1971-2000. En 2020, Météo-France publie une typologie des climats de la France métropolitaine dans laquelle la commune est exposée à un climat océanique et est dans la région climatique  Bretagne orientale et méridionale, Pays nantais, Vendée, caractérisée par une faible pluviométrie en été et une bonne insolation. Parallèlement l'observatoire de l'environnement en Bretagne publie en 2020 un zonage climatique de la région Bretagne, s'appuyant sur des données de Météo-France de 2009. La commune est, selon ce zonage, dans la zone « Intérieur », exposée à un climat médian, à dominante océanique.  
Pour la période 1971-2000, la température annuelle moyenne est de 11,9 °C, avec une amplitude thermique annuelle de 11,6 °C. Le cumul annuel moyen de précipitations est de 945 mm, avec 13,5 jours de précipitations en janvier et 7,1 jours en juillet. Pour la période 1991-2020, la température moyenne annuelle observée sur la station météorologique la plus proche, située sur la commune d'Auray à 15 km à vol d'oiseau, est de 12,6 °C et le cumul annuel moyen de précipitations est de 969,3 mm,. Pour l'avenir, les paramètres climatiques de la commune estimés pour 2050 selon différents scénarios d'émission de gaz à effet de serre sont consultables sur un site dédié publié par Météo-France en novembre 2022.

### Transports

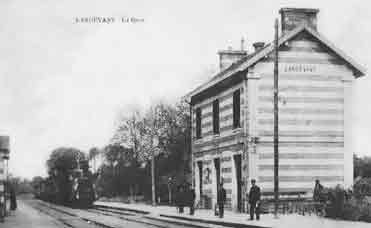
L'ancienne gare de Landévant au début du XXe siècle.
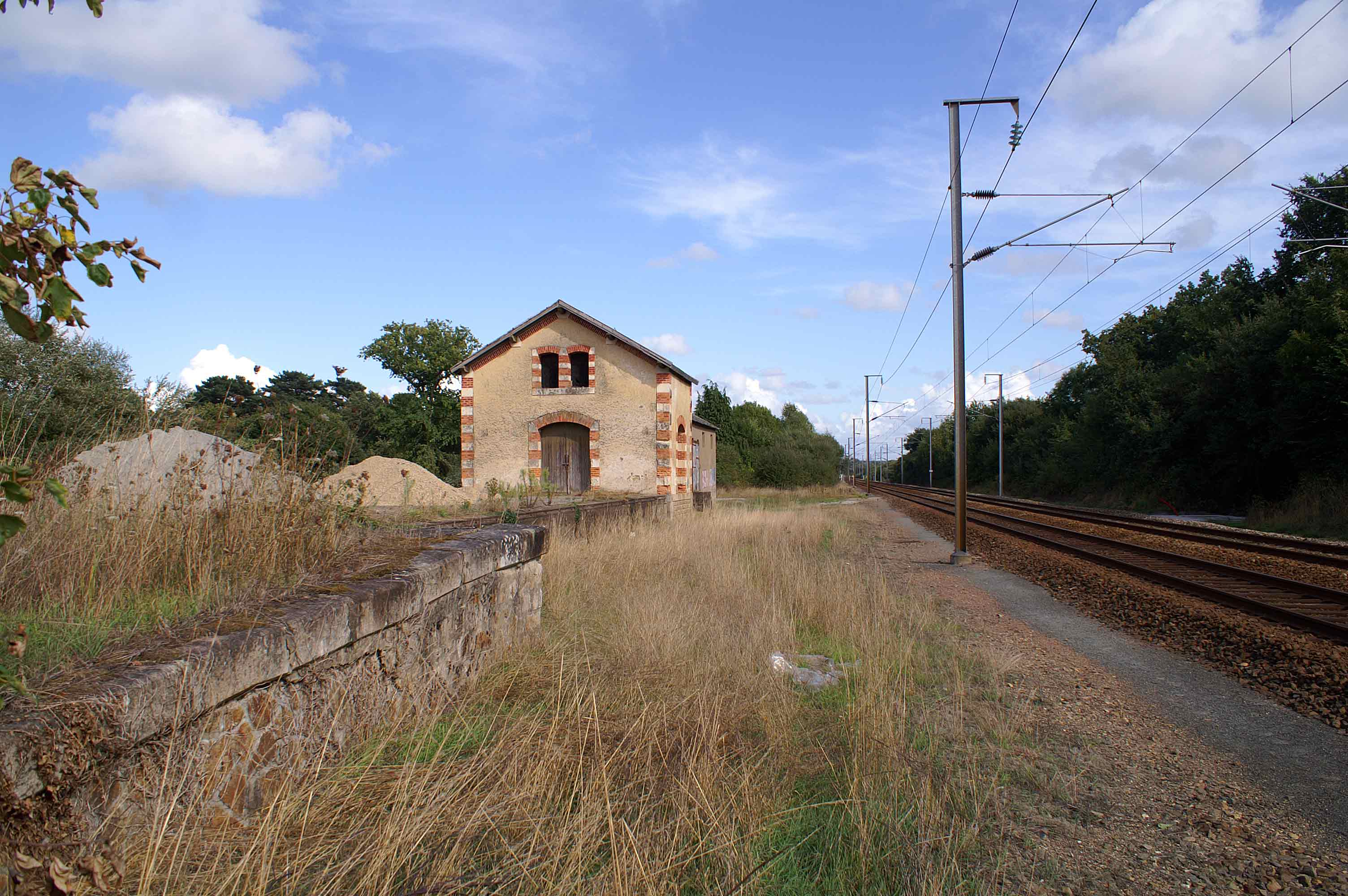
Gare de Landévant, ancienne halle à marchandises avec quai, à l'abandon.
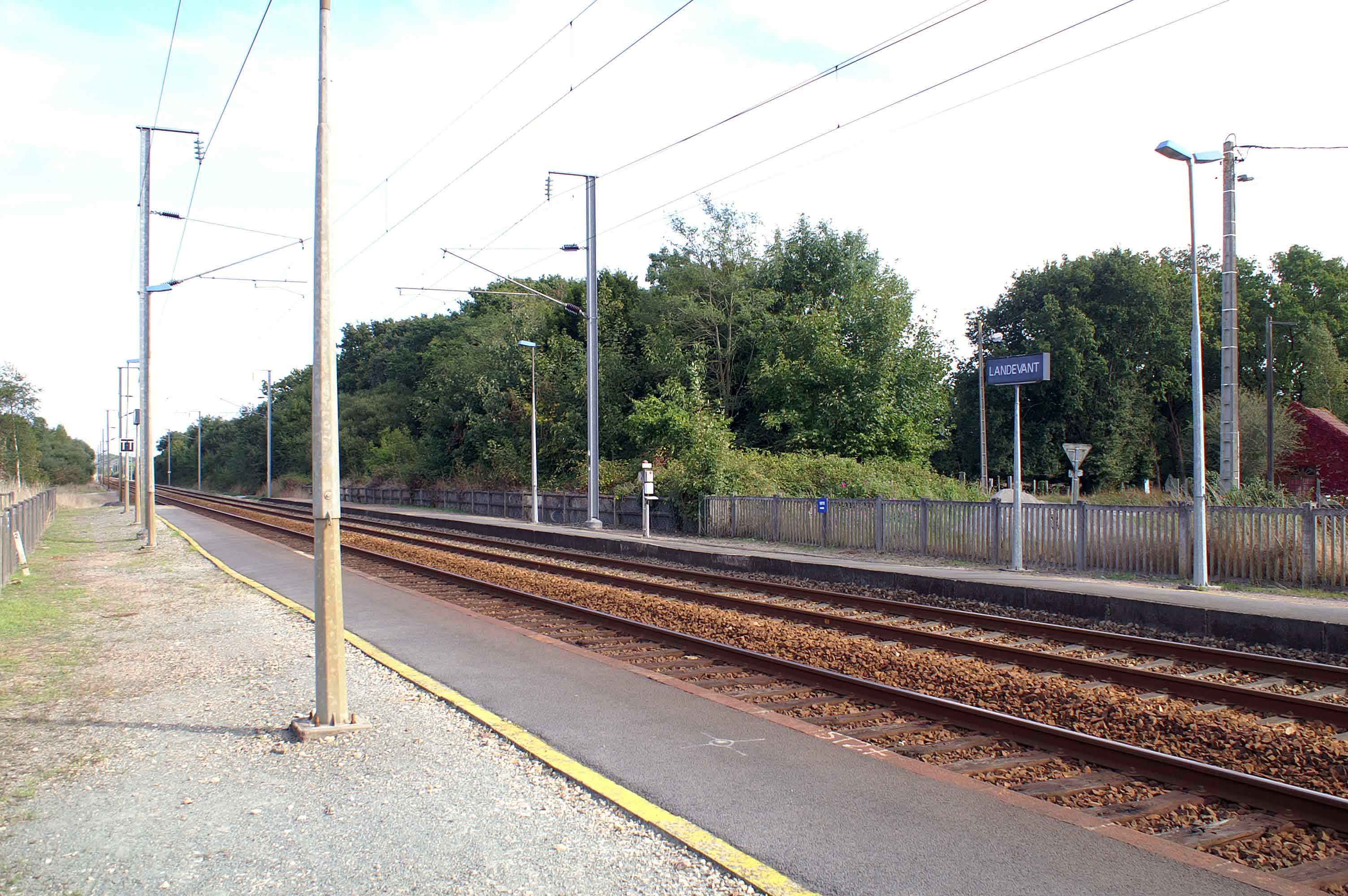
Gare de Landévant, les quais et les voies en direction de Vannes.
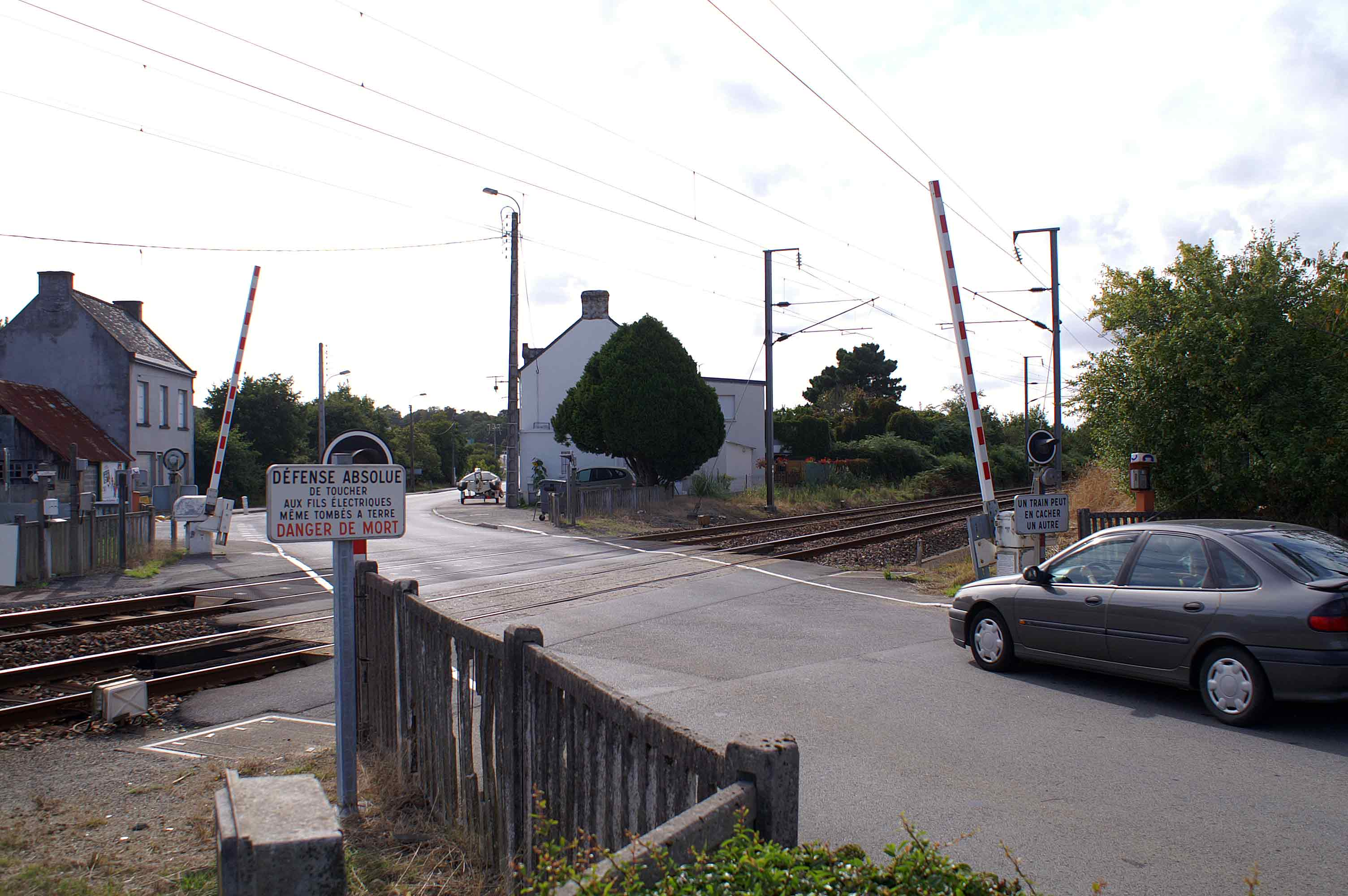
Gare de Landévant, le passage à niveau côté Lorient; Il permet également le passage des voyageurs d'un quai à l'autre.

## Urbanisme

### Typologie
Au 1er janvier 2024, Landévant est catégorisée bourg rural, selon la nouvelle grille communale de densité à sept niveaux définie par l'Insee en 2022.
Elle appartient à l'unité urbaine de Landévant, une unité urbaine monocommunale constituant une ville isolée,. Par ailleurs la commune fait partie de l'aire d'attraction de Lorient, dont elle est une commune de la couronne,. Cette aire, qui regroupe 31 communes, est catégorisée dans les aires de 200 000 à moins de 700 000 habitants,.
La commune, bordée par l'océan Atlantique, est également une commune littorale au sens de la loi du 3 janvier 1986, dite loi littoral. Des dispositions spécifiques d’urbanisme s’y appliquent dès lors afin de préserver les espaces naturels, les sites, les paysages et l’équilibre écologique du littoral, tel le principe d'inconstructibilité, en dehors des espaces urbanisés, sur la bande littorale des 100 mètres, ou plus si le plan local d’urbanisme le prévoit.

### Occupation des sols

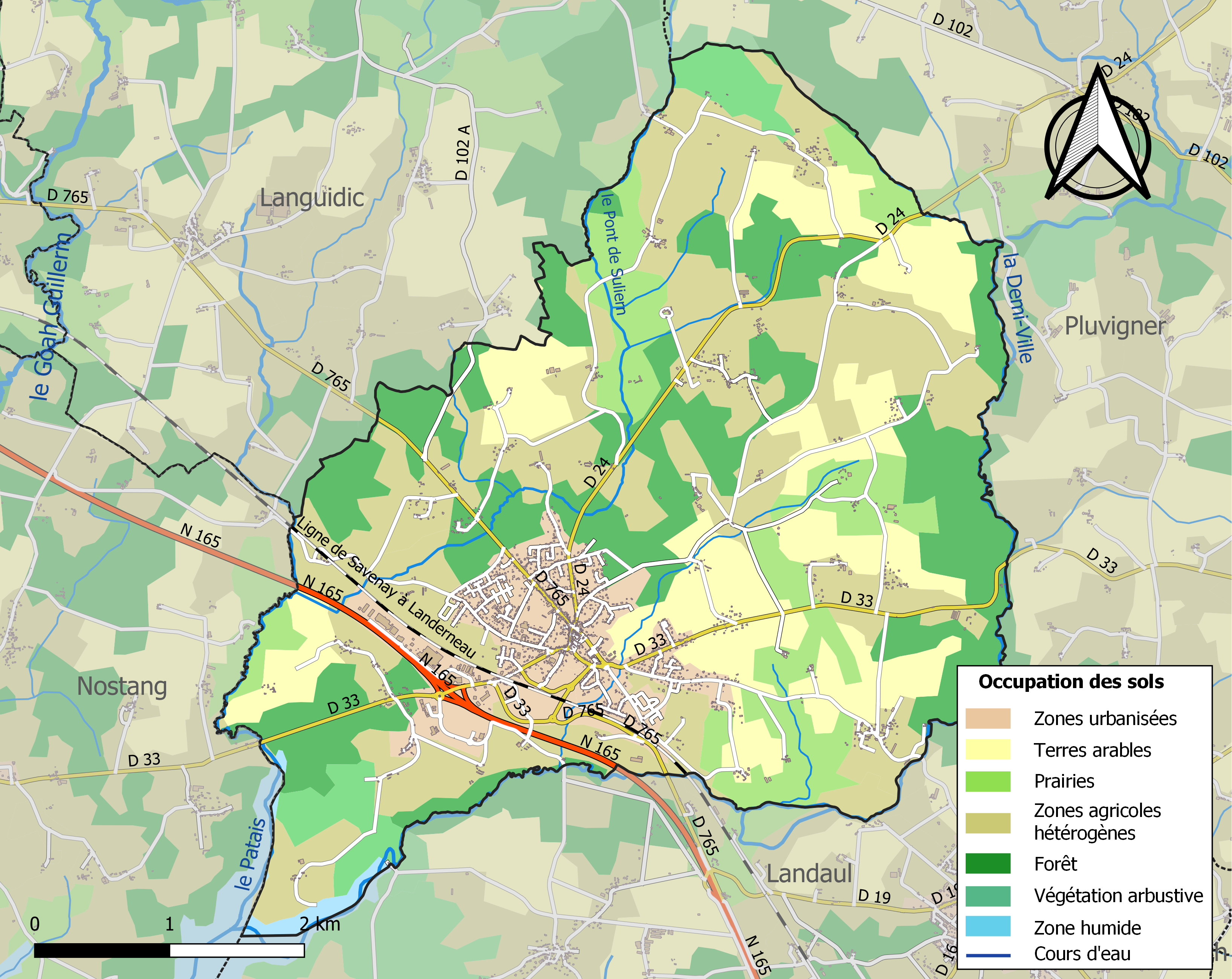
Carte des infrastructures et de l'occupation des sols de la commune en 2018 (CLC).

Le tableau ci-dessous présente l'occupation des sols de la commune en 2018, telle qu'elle ressort de la base de données européenne d’occupation biophysique des sols Corine Land Cover (CLC).
| Type d’occupation                                                                   | Pourcentage | Superficie (en hectares) |
| ----------------------------------------------------------------------------------- | ----------- | ------------------------ |
| Tissu urbain discontinu                                                             | 6,3 %       | 140                      |
| Zones industrielles ou commerciales et installations publiques                      | 2,7 %       | 61                       |
| Réseau routier et ferroviaire et espaces associés                                   | 1,3 %       | 29                       |
| Terres arables hors périmètres d'irrigation                                         | 17,8 %      | 397                      |
| Prairies et autres surfaces toujours en herbe                                       | 11,1 %      | 248                      |
| Systèmes culturaux et parcellaires complexes                                        | 30,7 %      | 685                      |
| Surfaces essentiellement agricoles interrompues par des espaces naturels importants | 3,6 %       | 81                       |
| Forêts de feuillus                                                                  | 7,8 %       | 173                      |
| Forêts de conifères                                                                 | 3,0 %       | 67                       |
| Forêts mélangées                                                                    | 12,4 %      | 277                      |
| Forêt et végétation arbustive en mutation                                           | 3,1 %       | 70                       |
| Zones intertidales                                                                  | 0,07 %      | 1,5                      |
| Source : Corine Land Cover                                                          |             |                          |

## Toponymie
Le nom est attesté sous les formes Landecvan en 1330, Lendevant en 1437, Landevan en 1481.
Le nom breton de la commune est Landevan
Landévant est préfixé par Lan ; l'origine du suffixe est très incertaine, plusieurs hypothèses ayant été émises : selon une première hypothèse, son suffixe serait une variante de Tegvan (Degfan, Dyfan en gallois),. Landévant signifierait donc « Ermitage de Tegvan ». À noter que Llandegfan au Pays de Galles possède la même étymologie.
Pierre Madec y voit un saint Devan qui correspondrait à Dyfan. Il y a un Llandefand en Monmouth et, chose curieuse, on honore tant là-bas qu'ici un même saint Martin. Mais il y a aussi un Llandegfan en Anglesey (Pays de Galles).
L'historien Pierre Robino de la Société d'Archéologie et d'Histoire du Pays d'Auray rejoint un peu l'hypothèse de Pierre Madec, Landecvant est sans doute la forme primitive. Si Lan-Degvan est la vraie forme, il faut identifier le saint breton avec un saint gallois bien connu.
Alan J. Raude, linguiste bretonnant, voit un saint Avant dans le nom. Le nom de ce dernier saint est mentionné au lieu-dit Lan Avan à Mahalon. Le cartulaire de Quimper fait également état du nom propre Avan en 1330.
Dans le Dictionnaire des Saints Bretons, Evan, Devan, Devant, Decvant, Tegvan, Evence, correspondraient à un seul et même saint : saint Evans.
Une étude toponymique des lieux-dits de la commune de Landévant a été effectuée par Claude Le Colleter.

## Histoire

### Préhistoire

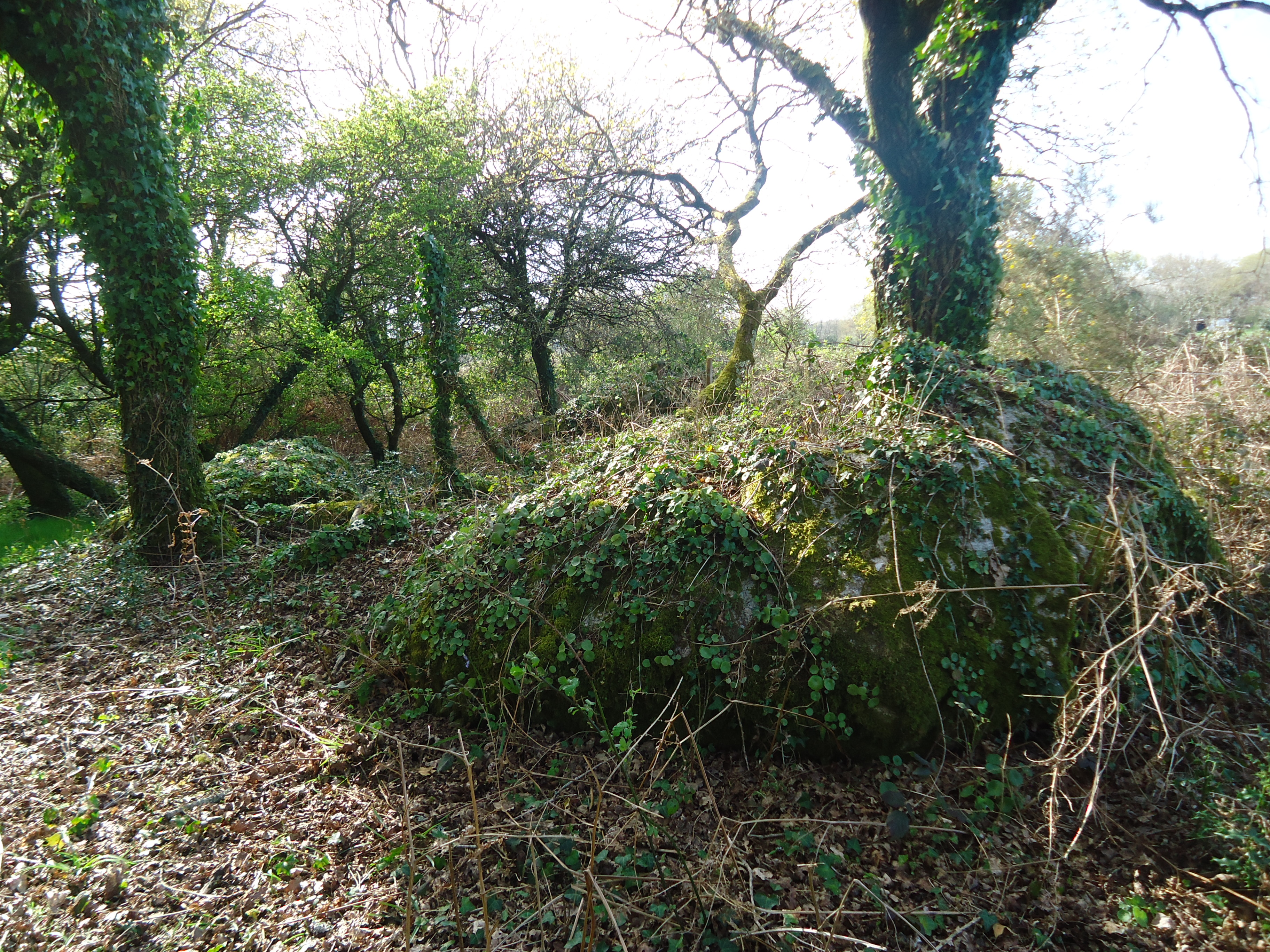
Le dolmen de la Grotte des Korrigans.

Selon A. Marteville et P. Varin, en 1843 à la lande de Balivat se trouvait un dolmen qui devait avoir 4 mètres de long sur 3 mètres de long, mais qui était à cette date renversé et brisé en deux.
Un dolmen est signalé par Gabriel Le Cam sur une colline boisée près du moulin de Kergroëz.
Au village de Kervarner se voient les restes d'un tumulus de 30 mètres de diamètre, éventré en 1821 pour y faire passer une route.

### Antiquité
La voie romaine venant de Darioritum (Vannes) et se dirigeant vers Civitas Aquilonia (Quimper) via Hennebont traverse la pointe sud-ouest de Landévant, en passant par les villages de Brangolo, de la Demi-ville et de Coet-rival. Des débris divers datant de l'époque gallo-romaine ont été trouvés à divers endroits (Locmaria, Kerbodo, Kervéno, Mané-er-Lan, ..).

### Moyen Âge
Le camp fortifié de Botalec, situé sur une modeste colline, est daté entre 600 et 900 après J.-C. Il possédait deux enceintes concentriques et s'est trouvé vitrifié lors d'un incendie.
Landévant serait issu de la paroisse du démembrement de la paroisse de Pluvigner.
Selon Jean-Baptiste Ogée, Landévant possédait en 1430 le manoir de Botalant, à Maurice de Plousquen ; Margosre, à Henri Thomason ; Coëtalhuet, à Henri Talhuët. En 1520 il cite les maisons nobles de Duval [en fait du Val], au sieur de Coëbic ; la Nouan, au sieur du Garo ; Kerrouaud, à Guillon de la Haye ;  Kerbodo, à François de Kermoro ; Kerlazenaen, à Julien Le Boulhic.

### Temps modernes
Landévant possédait 14 seigneuries : celle du Val était la seigneurie principale de Landévant : les montres de 1477 et 1480 attribuent trois cents livres de rente à Gilles, puis Guillaume du Val, hommes d'armes du duc de Bretagne ; la famille du Val y exerce ses droits féodaux jusqu'au XVIIe siècle, puis cette seigneurie appartint successivement à la famille du Han, puis aux Francheville et enfin aux Robien. La seigneurie de Lannouan est la seconde en importance de la paroisse au XVe siècle : Hervé de Lannouan, seigneur du lieu, paraît à la montre de 1464, il dispose alors de cent livres de rente. Une autre seigneurie était celle de la Demi-Ville qui a appartenu successivement aux familles du Bahuno (Tristan du Bahuno la possédait en 1200 ; Guillaume du Bahuno, né vers 1386 à Landévant, décédé vers 1455, fut seigneur de la Demi-Ville, de Bahuno et de Kerolain, et sénéchal de Vannes) et de Villeblanche. La famille de Perrien habitait Lannouan (Jérôme du Perrien, né en 1667 à Trégarantec, décédé en 1705 à Landévant, était lors de sa mort seigneur de Trégarantec et Lannouan car il avait acheté Lannouan en 1702).

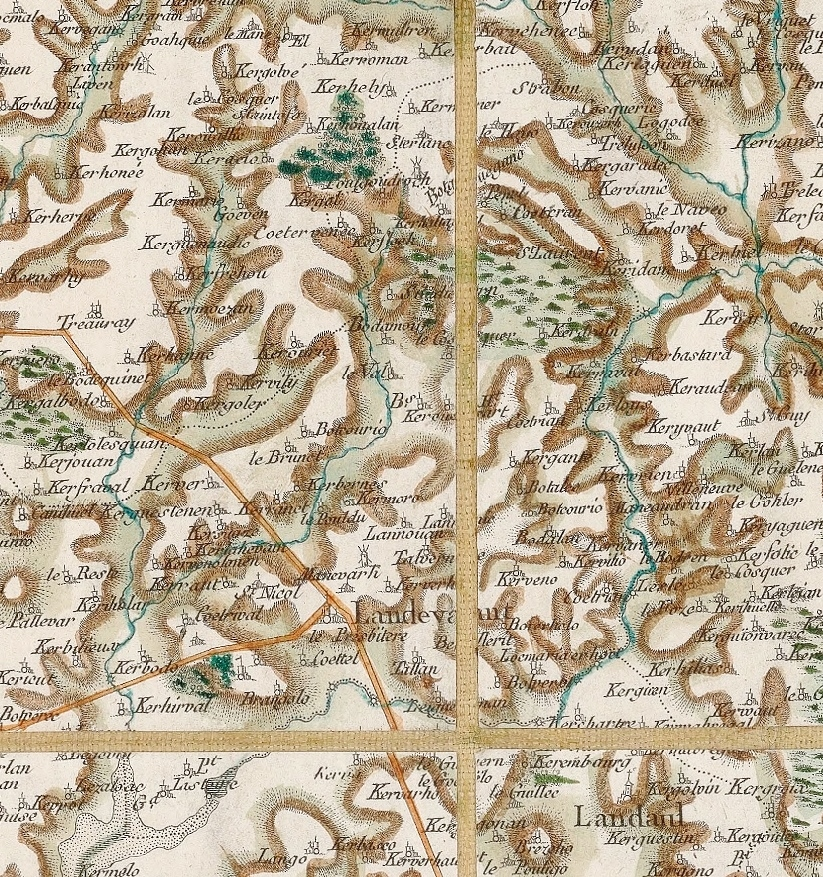
Carte de Cassini de la paroisse de Landévant (1789).

Jean-Baptiste Ogée décrit ainsi Landévant en 1778 :

« Landévan ; sur la route d'Aurai à Hennebon ; à 6 lieues et demie de Vannes, son évêché  ; à 24 lieues un quart de Rennes, et à 3 lieues d'Aurai, sa subdélégation et son ressort. Cette paroisse, dont la cure est à l'alternative, relève du Roi et compte 1 500 communiants. Il s'y tient quatre foires par an, lesquelles durent onze jours. Son territoire est coupé de ruisseaux qui coulent dans les vallons ; les terres en sont bien cultivées et les landes rares. Auprès du vllage Rivalon, situé dans cette paroisse, paroit une mine de plomb, qui semble être fort abondante en métal : mais on n'a point encore fait de préparatifs pour son exploitation. (...). »

### Révolution française
En 1790, Landévant devient une commune indépendante. Le 29 juin 1795 se déroule la Première bataille de Landévant où 2 000 à 5 000 chouans menés par Vincent de Tinténiac remportent la victoire sur les troupes républicaines et s'emparent du bourg de Landévant. Le 3 juillet 1795 les troupes républicaines commandées par le général Chabot prirent leur revanche, dispersant les Chouans lors de la deuxième bataille de Landévant.
André Huby, recteur de Landévant depuis 1783, refusa de prêter le serment de fidélité à la Constitution civile du clergé et fut donc prêtre réfractaire ; on ne sait pas ce qu'il advint de lui pendant la Révolution, mais il survécut puisqu'il fut nommé après le Concordat recteur de Quiberon.
Mathieu Kerbelet, déserteur de la marine, et Julien Jehanno (après la bataille d'Auray, il se cacha à Pluvigner, puis dénoncé par un de ses compatriotes de Landévant et fut fusillé à Vannes) voltigeur de la 61e demi-brigade, tous deux nés à Landévant, font partie des victimes de l'expédition de Quiberon, ayant été exécutés tous les deux à Auray en 1795.
Des concentrations de chouans eurent lieu en 1799 dans toute la région :  à Languidic dans le village de Kergohan ; une grande cache souterraine fut pratiquée au milieu du bois taillis de Kerallan, près du hameau du même nom ; un autre repaire des chouans se trouvait à 250 mètres à l'ouest du bourg de Sainte-Hélène, dans le hameau de Pen-er-Lan : là aussi il y aurait eu dépôt d'armes et d'habillements ; des chouans se cachaient aussi dans le hameau de Kerroué, à 400 mètres à l'est du bourg de Sainte-Hélène. Les jeunes gens enrôlés par les Chouans, notamment par Le Lan de Kervignac « qui a égorgé les patriotes de Nostang, grand égorgeur et embaucheur depuis longtemps et d'autres sclérérats de sa trempe » affluaient dans l'un ou l'autre de ces trois villages. Une fois équipés et armés, on les conduisait dans une grande lande entre Pluvigner et Grandchamp, près du hameau de Kerhuitton [probablement Kervranton].

### LeXIXesiècle
Pendant les Cent-Jours, lors de la Bataille d'Auray de 1815 un des quatre groupes armés royalistes commandés par Louis de Sol de Grisolles passa avant la bataille par Landévant.
En 1824 Camille Mellinet évoque les « deux misérables hameaux de Landevan et Brandérion, qualifiés cependant de bourgs ».
La Gazette de Metz écrit dans son numéro du 21 février 1835 que « partout dans le diocèse de Vannes on restauré les églises. (...) À Landévant, on vient de terminer une église paroissiale ornée de deux chapelles latérales. La bénédiction en a été faite il y a quelque temps, et a été une véritable fête pour tous les habitants ».
A. Marteville et P. Varin, continuateurs d'Ogée, décrivent ainsi Landévant en 1843 :

« Landévant (sous l'invocation de saint Martin) : commune formée de l'ancienne paroisse de ce nom, aujourd'hui succursale ; brigade de gendarmerie à cheval ; relais de poste. Superficie totale : 2 249 hectares 97 ares, dont (...) Terres labourables 705 ha, prés et pâturages 275 ha, bois 110 ha, vergers et jardins 65 ha, landes et incultes 1 017 ha, étangs 3 ha, châtaigneraies 4 ha (...). Le bourg de Landévant est situé sur la route royale n° 165, dite de Nantes à Audierne. L'église actuelle, qui n'a pas plus de huit ans d'existence, a remplacé assez malheureusement une vieille église gothique toute chargée de sculptures bizarres et qui semblait remonter au XVe siècle. Nous ne croyons pas que l'on ait rien conservé de ces curieux débris. Il y avait autrefois, outre l'église, les chapelles de Saint-Nicolas, Sainte-Brigitte, Saint-Laurent et Locmaria .Cette dernière est grande et a la forme de croix latine. Toutes ces chapelles existent encore. La tradition attribue la fondation de cette dernière aux Templiers, qui auraient eu un couvent à cet endroit. Ce fait nous parait douteux car la charte de Conan IV (1160) ne reconnaît aucune templerie en Landévant. Kerbodo n'est plus qu'une maison de paysan. Il est habité par un cultivateur à qui il appartient. Le Val est détruit, à l'exception d'une partie de maison assez élevée et d'une porte d'entrée assez remarquable. (...) L'industrie de cette commune ne consiste que dans la vente des produits de la terre, et aussi dans l'engrais des bœufs. Les prairies sont fertiles et donnent assez de foin pour qu'on en exporte. (...) Il y a foire le 22 février, le 5 avril, le 15 mai, le 11 juin, le 4 juillet, le 29 septembre et le 25 novembre. Géologie : constitution granitique. On parle le breton. »

Lors de sa visite en Bretagne en août 1858, Napoléon III et l'impératrice Eugénie de Montijo passèrent par Landévant et Brandérion « suscitant le même enthousiasme parmi les populations ».
En avril 1867 une épidémie de choléra frappa toute la région : elle fit 4 morts à Landévant.
En 1884 l'aubergiste du bourg de Landévant fut mis à la porte par le comte de Saint-Georges dont il était un domanier car il était  « convaincu de républicanisme » et le comte donna l'ordre à son successeur de ne rien acheter qui ait appartenu à l'ancien tenancier, ni l'enseigne, ni les tables, ni les chaises, etc...
Le 28 mai 1888 un violent incendie se déclara dans le bourg de Landévant, détruisant 13 maisons. Les incendies étaient alors fréquents : par exemple celui du 13 août 1901 détruisit 11 maisons dans le bourg et fit un blessé grave parmi les sauveteurs ; celui du 22 août 1929 détruisit un immeuble dans le bourg, mettant 6 familles sans abri.

### LeXXesiècle

#### La Belle Époque
Un déraillement survint en gare de Landévant le 26 septembre 1905 lors d'une manœuvre de train en gare ; l'accident ne fit pas de blessés parmi les voyageurs.
En février 1906  34 wagons de chevaux contenant en tout environ 250 chevaux partirent de la gare de Landévant à destination de l'Allemagne ; la région lorientaise ayant été parcourue par des acheteurs allemands de chevaux de trait et de selle. Plusieurs foires aux chevaux étaient organisées chaque année (6 par exemple en 1913 les 22 février, 5 avril, 15 mai, 11 juin, 29 septembre et 25 novembre) , la plus importante était nommée "Foire des graines d'ajonc" : elle fut encore organisée par exemple en 1921 attirant des marchands des pays nantais et limousin ; celle de 1928 regroupa 850 chevaux, mais 300 d'entre eux seulement furent vendus.
Comme dans d'autres communes voisines, le 10 mars 1906 l'inventaire des biens d'église ne put avoir lieu à Landévant « où la résistance est organisée ». Un décret du Président de la République en date du 14 juin 1911 attribue, à défaut de bureau de bienfaisance, les biens ayant appartenu à la fabrique de Landévant et actuellement placés sous séquestre à la commune de Landévant.

#### La Première Guerre mondiale
Le monument aux morts de Landévant porte les noms de 81 soldats morts pour la France pendant la Première Guerre mondiale ; parmi eux trois (François Martin, Joseph Jiquel et Mathurin Le Poder) sont morts dès 1914 sur le front belge ; Jean Guégan est mort en captivité en Allemagne en 1915 ; Julien Ribler, canonnier au 1er régiment d'artillerie coloniale, est mort en mer lors de l'attaque du vapeur Mont-Viso torpillé près de Pantelleria le 23 février 1917 ; la plupart des autres sont décédés sur le sol français, dont Joachim Le Baron et Martin Le Covéour, décorés tous les deux de la Médaille militaire et de la Croix de guerre, Jean Botuha, décoré de la Médaille militaire, Jean Avry (tué à l'ennemi le 26 octobre 1918 à Mesbrecourt-Richecourt (Aisne), soit une quinzaine de jours avant l'armistice) et Louis Kercret, décorés tous les deux de la Croix de guerre. Jean Roussel est décédé de maladie le 27 février 1919, donc après l'armistice, à l'hôpital maritime de Toulon.

#### L'Entre-deux-guerres
La culture des pommiers et la vente des pommes de table était alors importante dans la région de Landévant ; elles étaient exportées vers Paris, Marseille, le nord de la France, la Belgique, l'Allemagne, la Suisse, etc... Une enquête agricole de 1929 précise que « la production de pommes à couteau est particulière à la région qui s'étend sur 10 km environ, de part et d'autre de la ligne Auray-Hennebont, avec Landévant comme centre ».
Les combats de lutte bretonne étaient alors très prisés : par exemple ceux organisés le 18 août 1929 à Landévant furent suivis par 3 000 spectateurs.

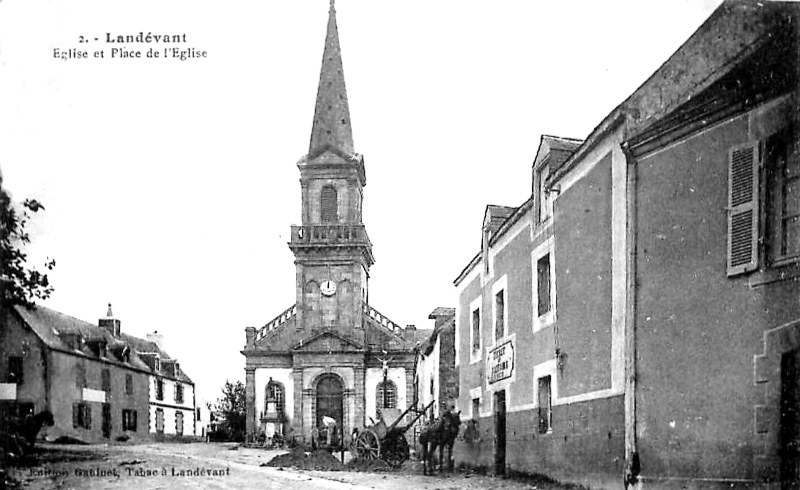
L'église paroissiale Saint-Martin et la place de l'église vers 1920 (carte postale)
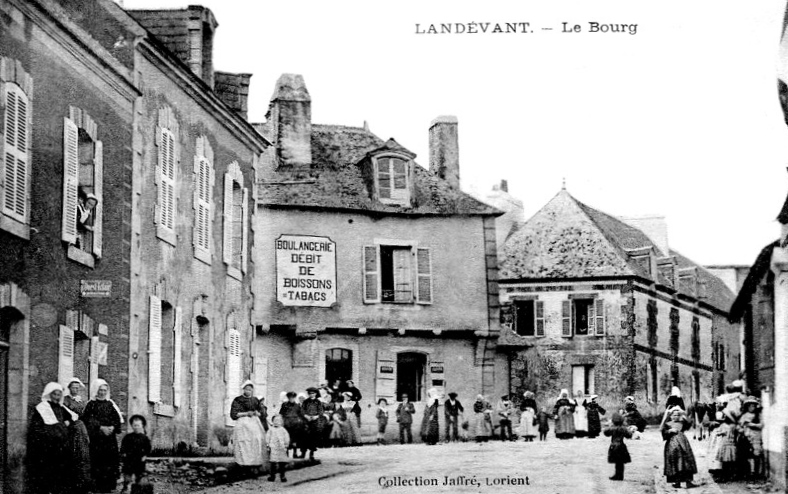
Le bourg de Landévant (route d'Hennebont) vers 1920 (carte postale).
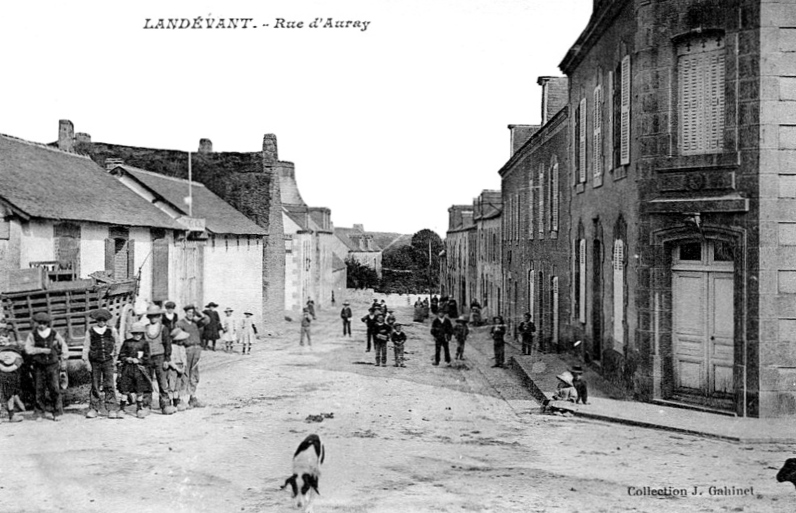
Landévant : la rue d'Auray vers 1925 (carte postale).
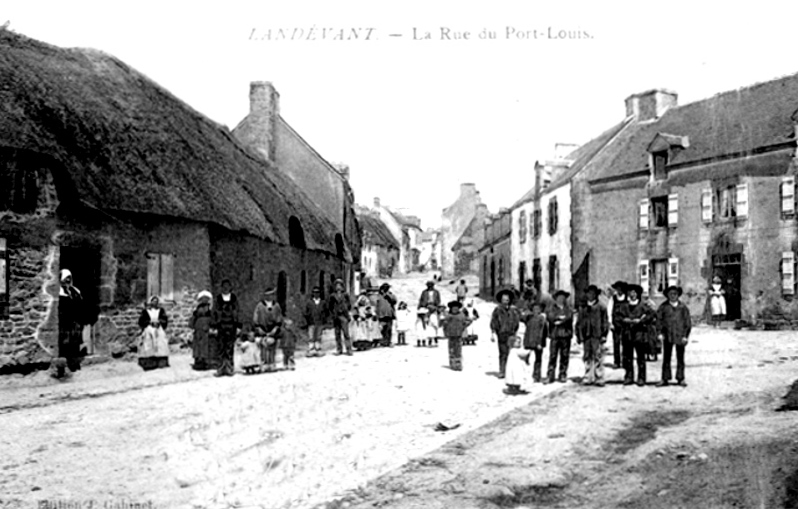
Landévant  la rue du Port-Louis vers 1925 (carte postale).

Un trésor monétaire fut découvert en 1932 à Landévant par un cultivateur qui défrichait une lande ; il contenait 71 pièces datant des règnes de Charles IX et Louis XIII ainsi qu'une pièce d'or datant de Philippe-Auguste.
L'association La Saint-Martin de Landévant est déclarée au Journal officiel le 23 novembre 1937 ; son but déclaré est le « développement des forces physiques et morales des jeunes gens ».

#### La Seconde Guerre mondiale
Le 10 décembre 1943 le groupe de résistants FTP  « Vaillant-Couturier », qui était en train d'effectuer un sabotage pour provoquer un déraillement sur la ligne de chemin de fer Paris-Quimper entre Brandérion et Landévant (plusieurs déraillement avaient déjà été effectués au même endroit antérieurement), fut arrêté par les gendarmes de Pontivy en raison d'une dénonciation et livrés aux Allemands. Cinq d'entre eux, originaires de Bubry (Ferdinand Malardé, Jean Mahé, Jean Robic, Joseph Le Mouël et Raymond Guillemot), furent fusillés le 25 février 1944 à Malguénac, après avoir subi d'innombrables tortures ; deux (André Cojan et André Garrec) furent déportés.
Une édition clandestine du journal L'Humanité en date du 31 décembre 1943, reprenant un communiqué de l'état-major des FTP en date du 10 décembre 1943, relate qu'« entre Landévant et Hennebont, 5 wagons de permissionnaires [allemands ont été] précipités dans un ravin », le sabotage faisant 20 morts et blessés.
Lors des combats de la Poche de Lorient, le front allait approximativement d'Auray au Pouldu, suivant appoximativement, à une distance variant de quelques centaines de mètres à quelques kilomètres le tracé de la Route nationale 165 (ancien tracé), passant au sud de Landévant, de Brandérion, d'Hennebont et de Pont-Scorff, longeant la Laïta au sud de Quimperlé jusqu'à la mer. « Il n'y a pas de durs combats, mais des duels d'artillerie et des escarmouches. Ce sont les villages de Nostang, Kervignac, Merlevenez et Sainte-Hélène qui sont l'enjeu des plus violentes attaques. Chaque jour des hommes tombent.. (...) ». Le 1er décembre 1944 le capitaine Michel Marcor et le sergent Paul Mauricette, du 1er régiment aéroporté, sont tués lors d'une patrouille devant Nostang, mais sur le territoire de Landévant ; leurs deux noms figurent sur le monument commémoratif de Mané-er-Houët (en Merlevenez).
Le monument aux morts de Landévant porte les noms de 16 personnes mortes pour la France pendant la Seconde Guerre mondiale ; parmi elles François Burguin, Louis Guégan et Louis Tual ont été tués lors de la Débâcle française au printemps 1940 ; Noël Dréano, quartier-maître canonnier à bord du contre-torpilleur Mogador, fut victime de l'attaque anglaise de Mers el-Kébir le 3 juillet 1940 ; Pierre Plunian, membre d'une unité de la 2e division blindée, est décédé des suites de ses blessures le 19 octobre 1944 à Glonville (Meurthe-et-Moselle) ; Jean Tréhin, résistant, fut fusillé le 23 mai 1944 au fort de Penthièvre après avoir été atrocement torturé à l'école des filles de Locminé ; Jacques Landuren, chef du groupe  FTPF de Landévant, arrêté par la Gestapo, fut fusillé à Rennes au camp de la Maltière le 30 juin 1944 ; Jean Le Port est mort noyé alors qu'il était en captivité en Allemagne le 1er janvier 1945.
Alain Le Lay, résistant communiste originaire du Pays bigouden, fut arrêté sur dénonciation le 12 novembre 1941 à Landévant par des gendarmes français, remis aux autorités allemandes et mourut au camp de concentration d'Auschwitz le 4 octobre 1942.
Le 11 mai 1945 le journal L'Espoir du Morbihan écrit qu'à Landévant « il manque du pain depuis un mois, faute de farine, mais les meuniers vendent celle-ci à 10 fr. la livre ».

#### L'après Seconde Guerre mondiale
Quatre soldats originaires de Landévant sont morts pour la France pendant la Guerre d'Indochine.

## Langue bretonne
À la rentrée 2017, 39 élèves étaient scolarisés dans la filière bilingue catholique.

## Blasonnement
|  | Les armoiries de Landévant se blasonnent ainsi : D’or à un éclair de gueules posé en barre, accompagné en chef et en pointe d’une mouchetures d’hermine de sable. |

## Politique et administration

### Liste des maires
| Période                                  | Période       | Identité                    | Étiquette            | Qualité |
| ---------------------------------------- | ------------- | --------------------------- | -------------------- | --- |
| Les données manquantes sont à compléter. |               |                             |                      | |
|                                          | 1802          | Nicolas Daubaire            |                      | Laboureur. |
| 1803                                     | 1814          | Ollivier Le Bray            |                      | Cabaretier. |
| 1814                                     | 1830          | Joseph de Perrien de Crenan | Ultraroyaliste       | Officier sous l'Ancien Régime. Émigré. Député en 1815-1816. Conseiller général. |
| 1830                                     | 1837          | Pierre-Gabriel Coupé        |                      | Aubergiste. Adjoint délégué à l'état-civil entre 1814 et 1830. |
| 1837                                     | 1850          | Yves Gahinet                |                      | Laboureur. Adjoint remplaçant le maire entre 1827 et 1830. |
| avant 1861                               |               | Louis Terrien               |                      | Notaire. |
| avant 1867                               | 1870          | Martin Gahinet              |                      | Cultivateur. Fils d'Yves Gahinet, maire entre 1837 et 1850. Longtemps adjoint délégué à l'état-civil, suppléant le maire entre 1870 et 1880. |
| 1870                                     | 1889          | Paul de Perrien de Crenan.  |                      | Comte . Député. Conseiller général du Morbihan. Habitait le château de Lannouan. |
| 1890                                     | 1919          | Yves Jehanno                | Droite conservatrice | Propriétaire. Cultivateur. |
| 1919                                     | 1927          | Joseph Jacob                | GD                   | Propriétaire. Agriculteur. Député du Morbihan (1898 → 1902) |
| 1927                                     | 1944          | Yves Cailloce               | UR                   | Maréchal-ferrant |
| octobre 1946                             | 17 août 1969. | Joseph Kerguéris.           |                      | Artisan commerçant Décédé en fonction |
| septembre 1969                           | 27 mars 1971  | Jean Haroche                |                      | |
| 27 mars 1971                             | 19 avril 2004 | Joseph Kergueris            | UDF (CP&R)           | Maître de conférence en gestion Sénateur du Morbihan (2001 → 2011) Conseiller général de Pluvigner (1979 → 2011) Président du conseil général (2004 → 2011) Président de la CC du pays d'Auray (2002 → 2008) Démissionnaire à la suite de son élection comme président du conseil général |
| 19 avril 2004                            | 25 mai 2020   | Jean-François Le Neillon    | DVD                  | Électricien Vice-président de la CC du pays d'Auray |
| 25 mai 2020                              | En cours      | Pascal Le Calvé             | DVD                  | Dirigeant d'une entreprise de bâtiment, ancien 1er adjoint Vice-président Auray Quiberon Terre Atlantique (2014 → 2020) |

## Démographie
L'évolution du nombre d'habitants est connue à travers les recensements de la population effectués dans la commune depuis 1793. Pour les communes de moins de 10 000 habitants, une enquête de recensement portant sur toute la population est réalisée tous les cinq ans, les populations de référence des années intermédiaires étant quant à elles estimées par interpolation ou extrapolation. Pour la commune, le premier recensement exhaustif entrant dans le cadre du nouveau dispositif a été réalisé en 2008.

En 2022, la commune comptait 4 049 habitants, en évolution de +9,11 % par rapport à 2016 (Morbihan : +3,82 %, France hors Mayotte : +2,11 %).
| 1793  | 1800  | 1806  | 1821  | 1831  | 1836  | 1841  | 1846  | 1851  |
| ----- | ----- | ----- | ----- | ----- | ----- | ----- | ----- | ----- |
| 1 433 | 1 414 | 1 388 | 1 543 | 1 576 | 1 612 | 1 514 | 1 608 | 1 614 |

| 1856  | 1861  | 1866  | 1872  | 1876  | 1881  | 1886  | 1891  | 1896  |
| ----- | ----- | ----- | ----- | ----- | ----- | ----- | ----- | ----- |
| 1 557 | 1 624 | 1 617 | 1 600 | 1 650 | 1 598 | 1 652 | 1 644 | 1 596 |

| 1901  | 1906  | 1911  | 1921  | 1926  | 1931  | 1936  | 1946  | 1954  |
| ----- | ----- | ----- | ----- | ----- | ----- | ----- | ----- | ----- |
| 1 615 | 1 666 | 1 634 | 1 596 | 1 755 | 1 700 | 1 710 | 1 823 | 1 648 |

| 1962  | 1968  | 1975  | 1982  | 1990  | 1999  | 2006  | 2008  | 2013  |
| ----- | ----- | ----- | ----- | ----- | ----- | ----- | ----- | ----- |
| 1 601 | 1 594 | 1 516 | 1 794 | 2 083 | 2 123 | 2 714 | 2 882 | 3 482 |

| 2018  | 2022  | - | - | - | - | - | - | - |
| ----- | ----- | - | - | - | - | - | - | - |
| 3 908 | 4 049 | - | - | - | - | - | - | - |

## Lieux et monuments
- L’église paroissiale Saint-Martin, dédiée à saint Martin, construite en 1834[31],[83],[84]. Elle remplace un édifice du XVe siècle dont on a conservé quelques sculptures[31],[83],[84] d’animaux. Elle relève du style dit des ingénieurs[84],[85]. Dans le cimetière se trouve un lech haut de 1,40 mètre et portant en creux une croix pattée[86].

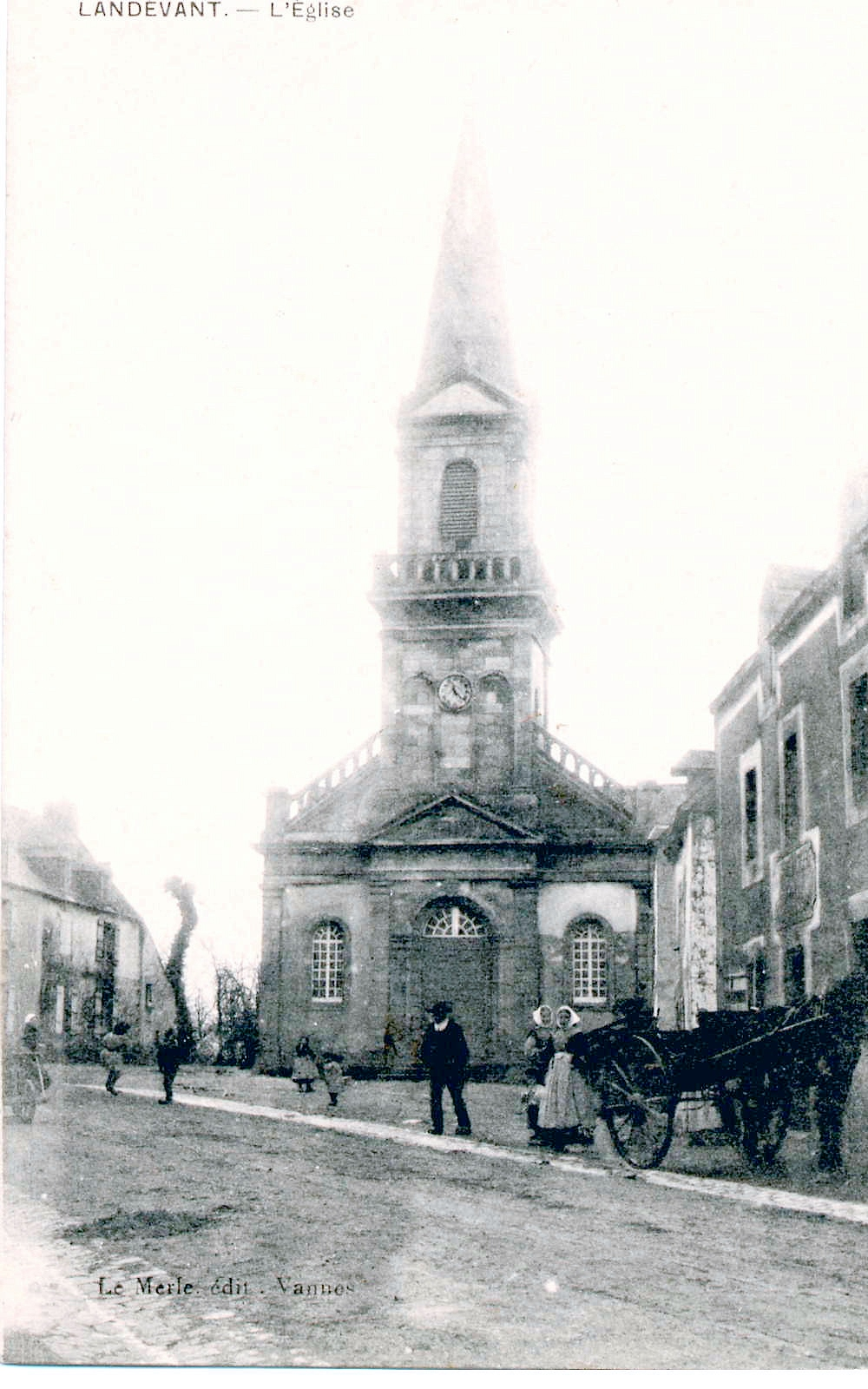
L'église paroissiale Saint-Martin au début du XXe siècle.

- La chapelle de Locmaria-er-Hoët ( Inscrit MH (1925)) : le plus ancien monument religieux de la commune[31],[83],[84]. Elle serait un ancien « hospital », où il était possible de se soigner et de se reposer sur la route du Tro Breizh, pèlerinage aux sept saints fondateurs de la Bretagne. La chapelle possède d’anciennes arcades sculptées et des statues naïves. L’intérieur était autrefois entièrement peint de décors géométriques, et de représentations figuratives dont subsistent des traces. La croix monumentale située à proximité date de 1732 et est ornée de la statue longiligne d'un Christ représenté de manière archaïque[87].

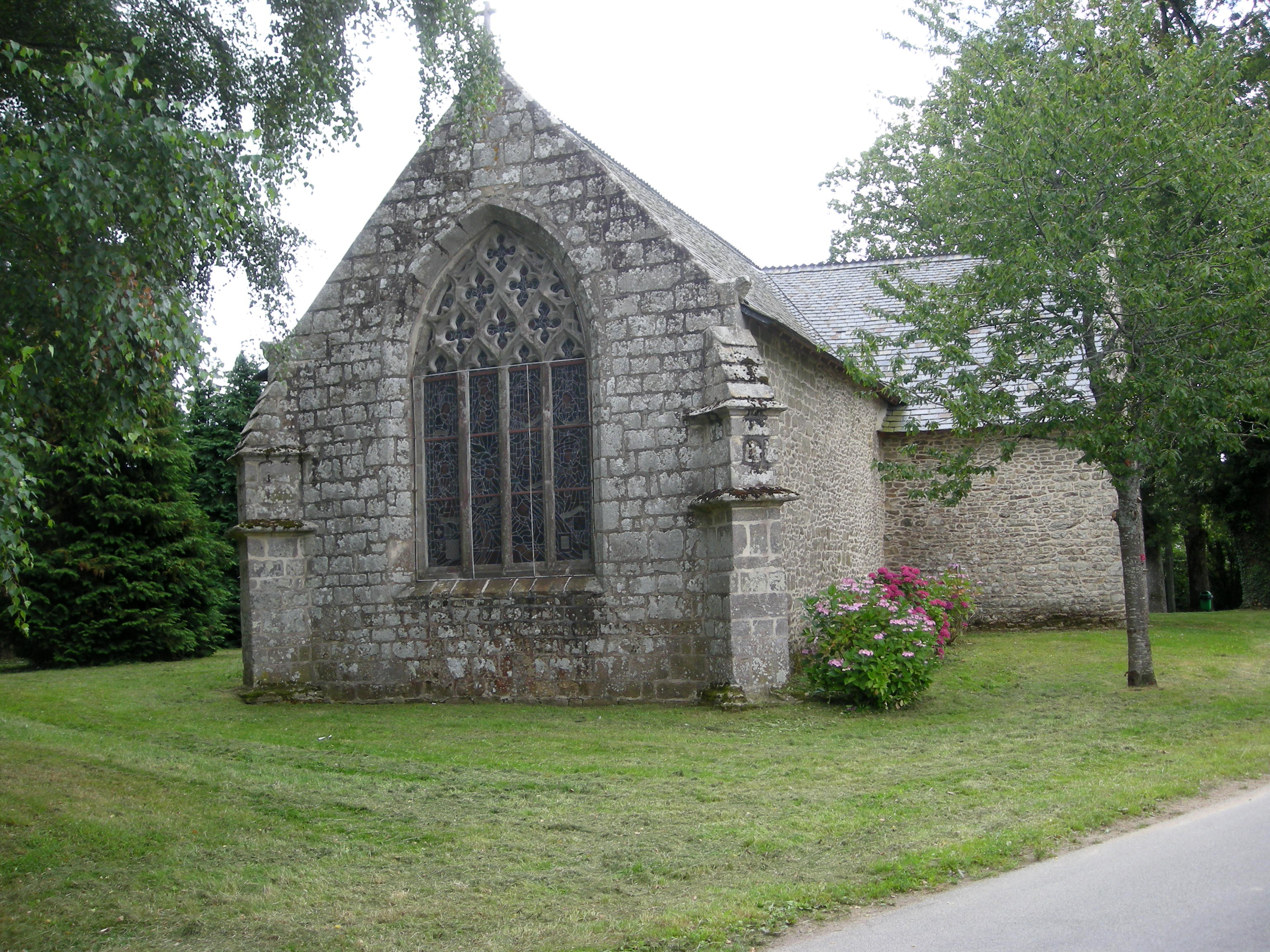
Chapelle de Locmaria-er-Hoët : vue extérieure d'ensemble.
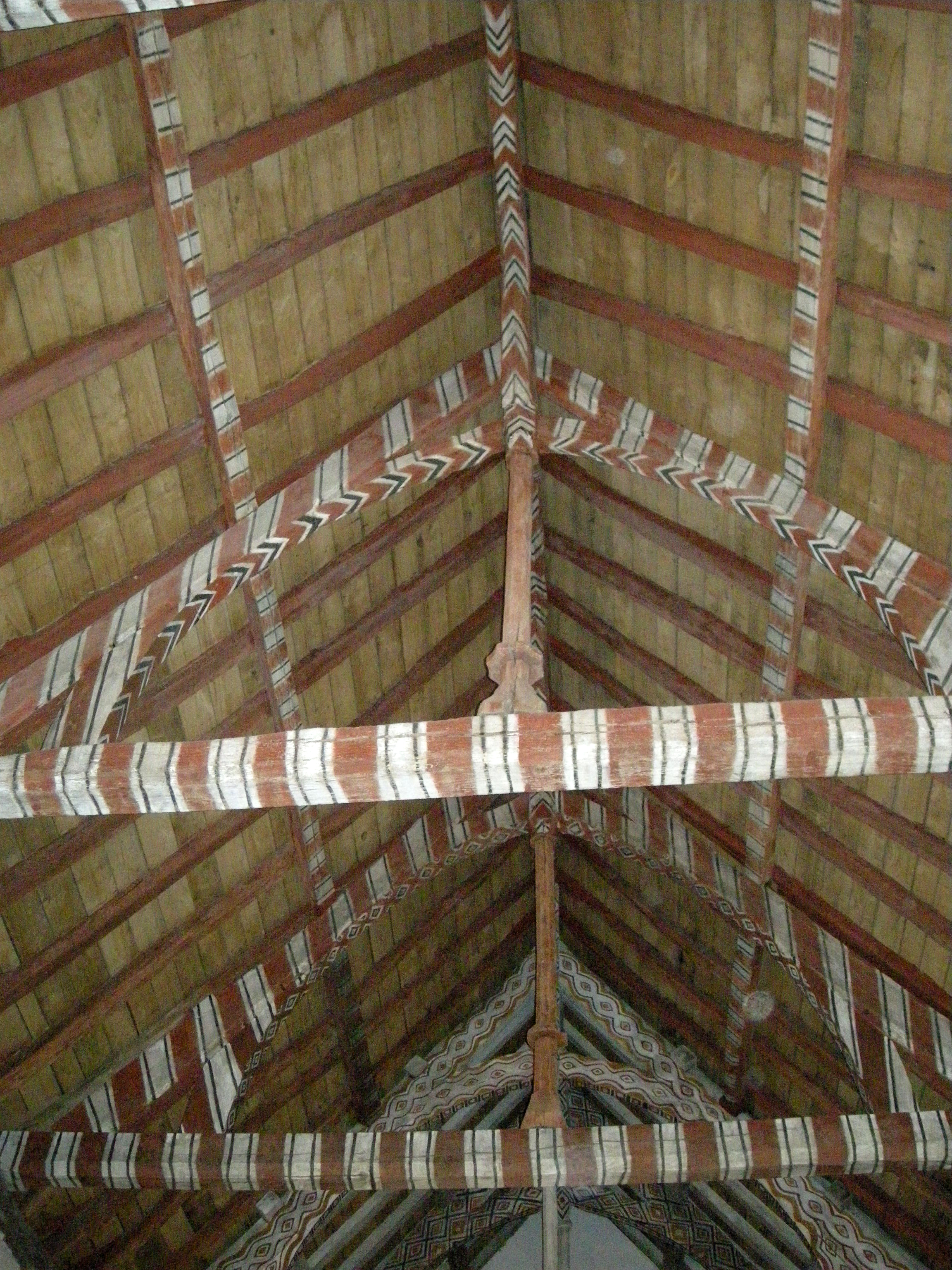
Chapelle de Locmaria-er-Hoët : la charpente.
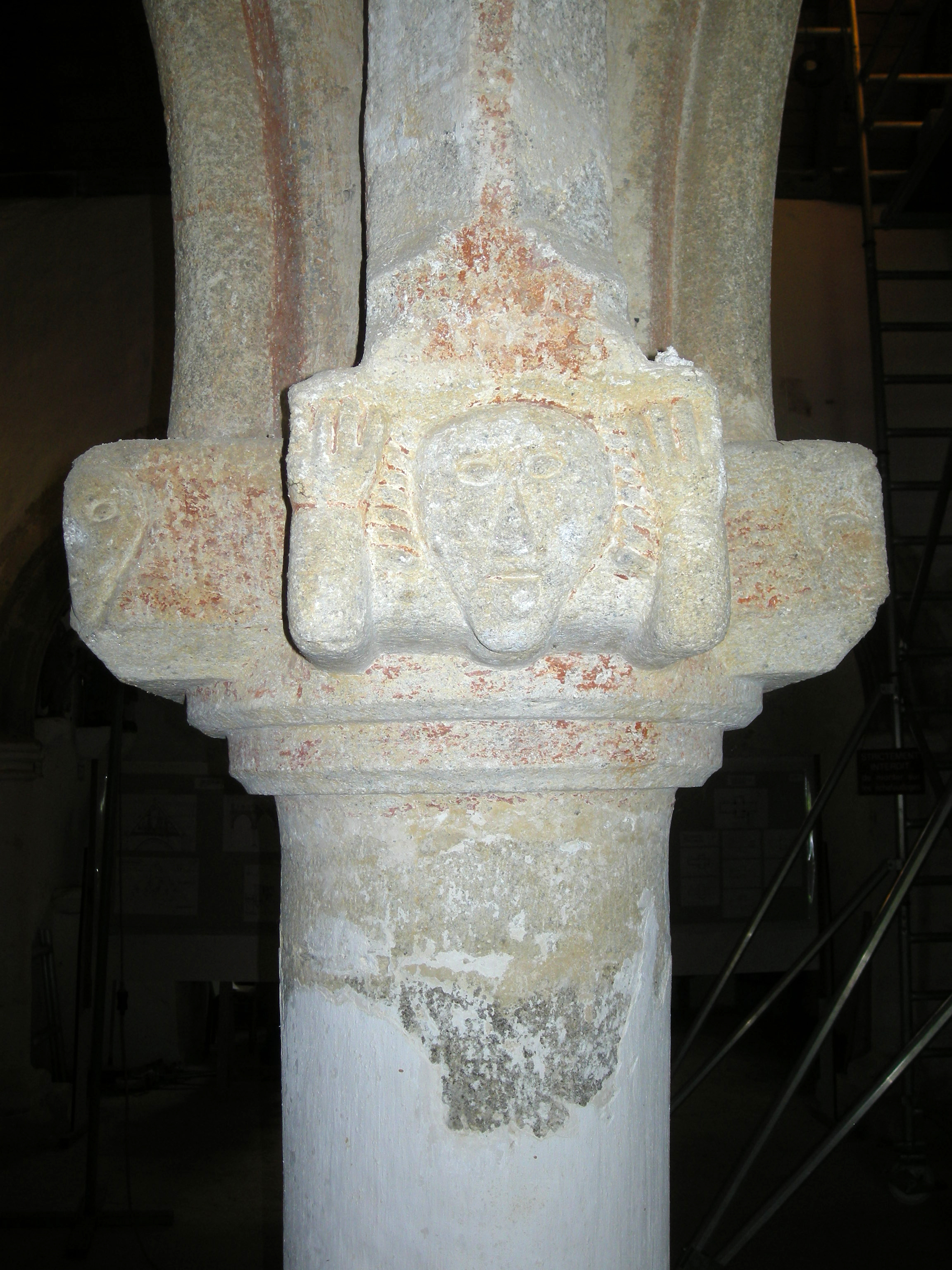
Chapelle de Locmaria-er-Hoët : sculpture sur l'un des piliers.
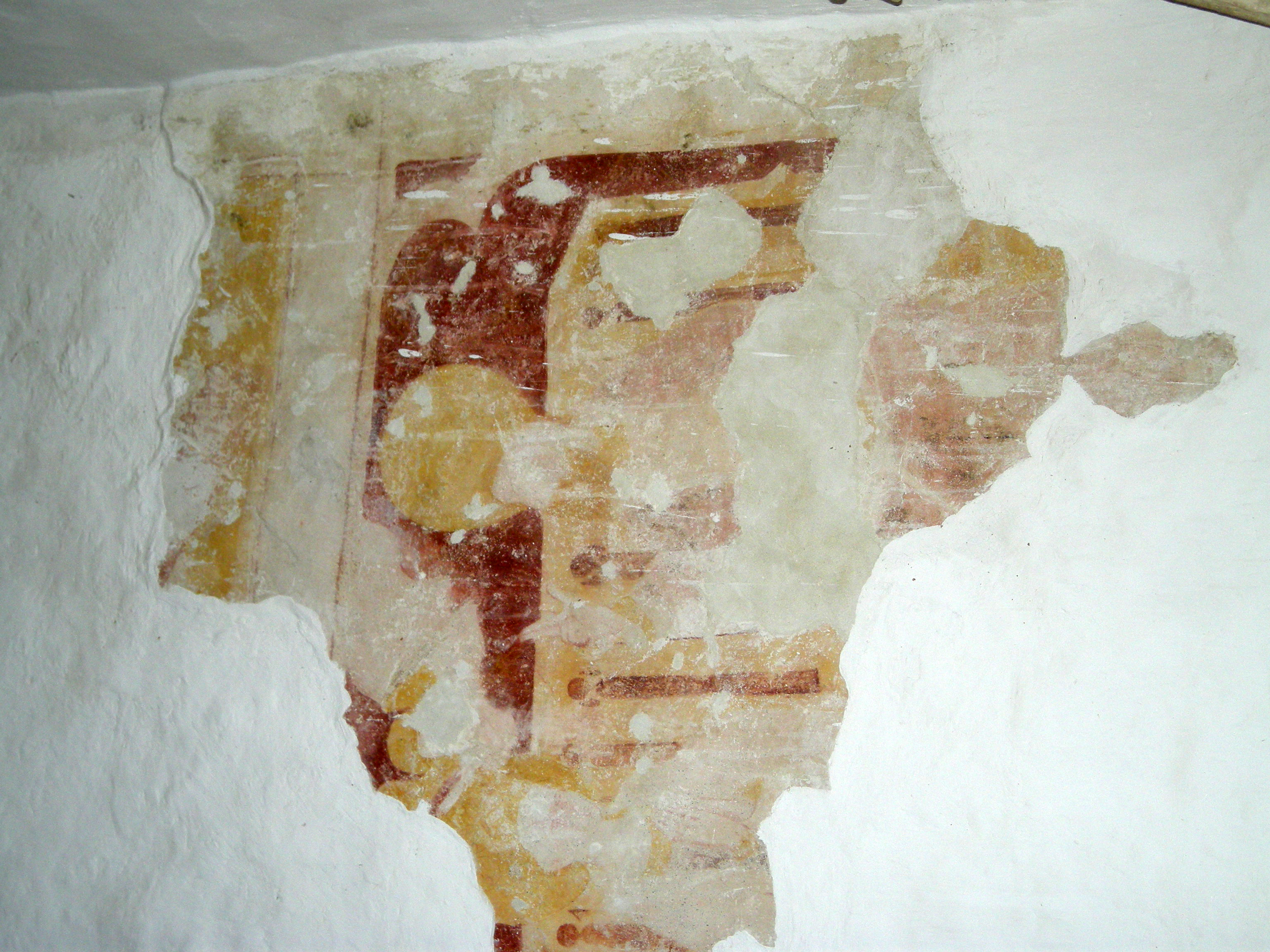
Chapelle de Locmaria-er-Hoët : reste de fresque.
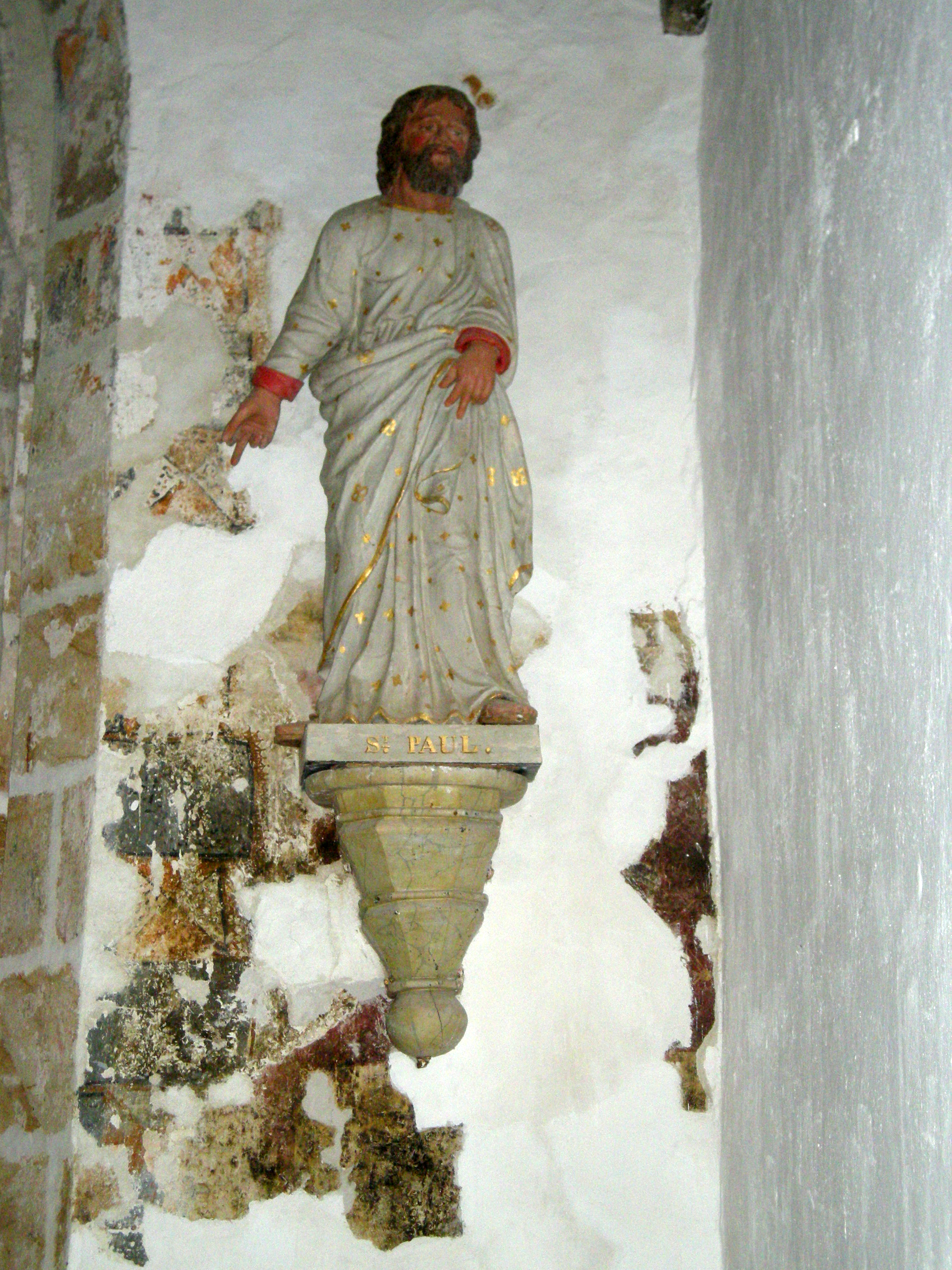
Chapelle de Locmaria-er-Hoët : statue de saint Paul.
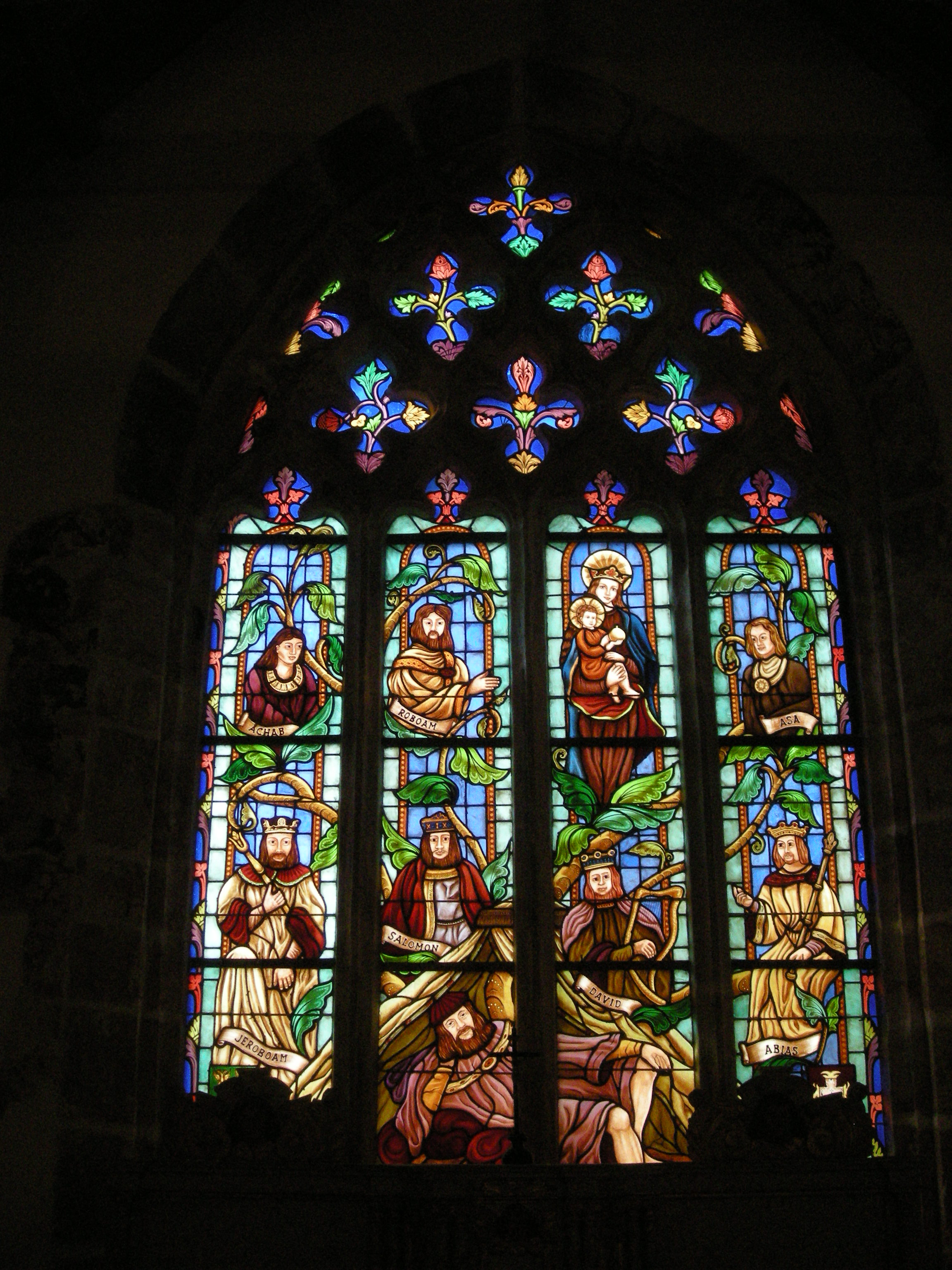
Chapelle de Locmaria-er-Hoët : verrière du chevet

- La chapelle Sainte-Brigitte, construite au début du XVIIIe siècle[31],[88].
- La chapelle Saint-Laurent, construite au XVIIe siècle[31],[89] et restaurée au XIXe siècle[89].
- La chapelle Saint-Nicolas, construite au XVIe siècle et restaurée une première fois en 1895[31],[84] et une seconde fois à la fin du XXe siècle[84].
- La stèle christianisée, d'origine gauloise, située rue La Grange (déplacée de son emplacement d'origine lors de la translation du cimetière en 1891)[90]
- La gare de Landévant.
- Le manoir du Val, construit au XVe siècle[31] ; il a été fortement remanié dans le courant du XIXe siècle, puis à nouveau au XXe siècle et restauré à la fin du XXe siècle[91]
- Le moulin de la Demi-Ville, un moulin à marée attesté au XVIe siècle[92]. Cet ancien moulin seigneurial[93] dépendait du manoir du même nom[94].

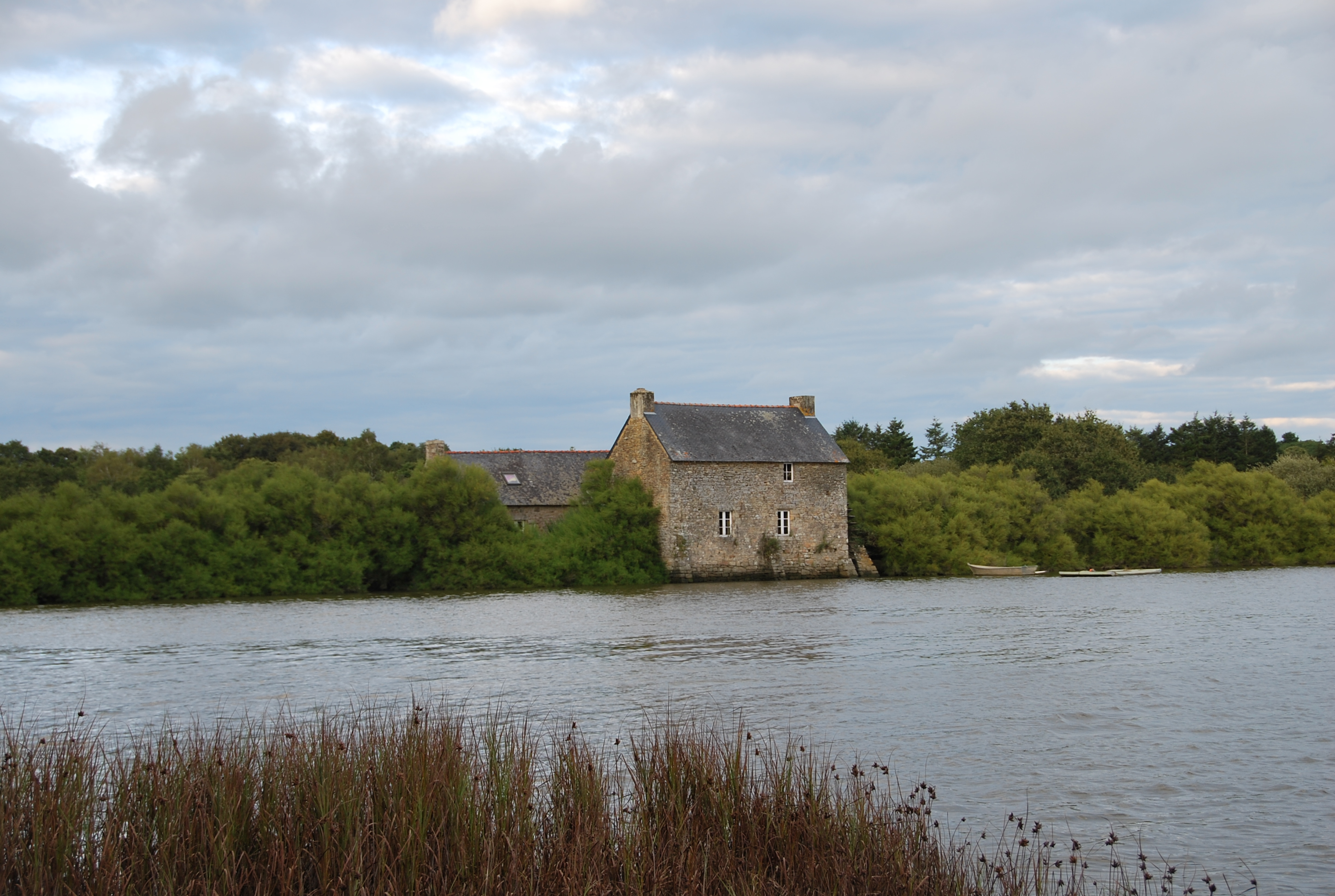
Le moulin à marée de la Demi-Ville, en Landévant.

- Le château de Lannouan, construit au XVIIIe siècle, mais fortement remanié vers le milieu du XIXe siècle ; il a subi de gros dégâts pendant la Seconde Guerre mondiale,; il a été plus ou moins abandonné dans la décennie 1990, mais a été restauré depuis par ses nouveaux propriétaires[31],[95]. Le château est entouré d'un parc de 82 hectares.

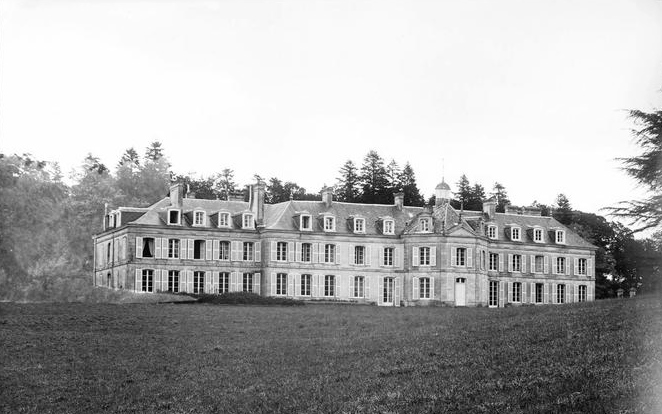
Le château de Lannouan vers 1900 ː vue extérieure d'ensemble.

- Les hameaux de Locmaria-er-Hoët[96], Séludiern[97] et de Coët Crann[98].
- De nombreuses anciennes fermes, le plus souvent transformées en maisons désormais, présentent un intérêt architectural, par exemple la ferme de Brangolo[99], celles de Leign-er-Lann[100], de Kerallé[101], de Séludiern[102], etc..

## Tourisme
- La forêt et la pointe du Listoir, lieu de naissance de la rivière d'Étel et site ornithologique, où l’on peut observer des oiseaux marins toute l’année.
- Les randonnées du Listoir (5,2 km) et de Lannouan (3,7 km), présentes dans le « Carnet de balades au cœur du pays d’Auray » en vente dans les offices de tourisme.

## Croyances et traditions
Zacharie Le Rouzic rapporte que les paysans de Landévant attribuaient à des traces de pas laissées par saint Cornély lors de son passage de simples cuvettes dans le granite en fait creusées naturellement par l'eau de pluie et affirmaient que là où le saint était passé la récolte était toujours meilleure.

## Personnalités liées à la commune

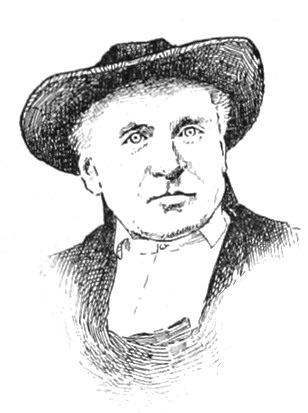
Portrait de Joseph Jacob.

- Joseph de Perrien de Crenan, ancien maire de Landévant entre 1814 et 1830 et ancien député en 1815-1816.
- Paul de Perrien de Crenan, neveu du précédent, ancien maire de Landévant entre 1870 et 1889 et ancien député entre 1876 et 1881.
- Joseph Jacob, ancien maire de Landévant entre 1919 et 1927 et ancien député entre 1898 et 1902.
- Joseph Kergueris, ancien président du conseil général du Morbihan et ancien sénateur.
- Lucien Jennes, dit Lucien Jeunesse, (1918-2008), animateur du Jeu des mille francs, repose au columbarium.